# Vignone

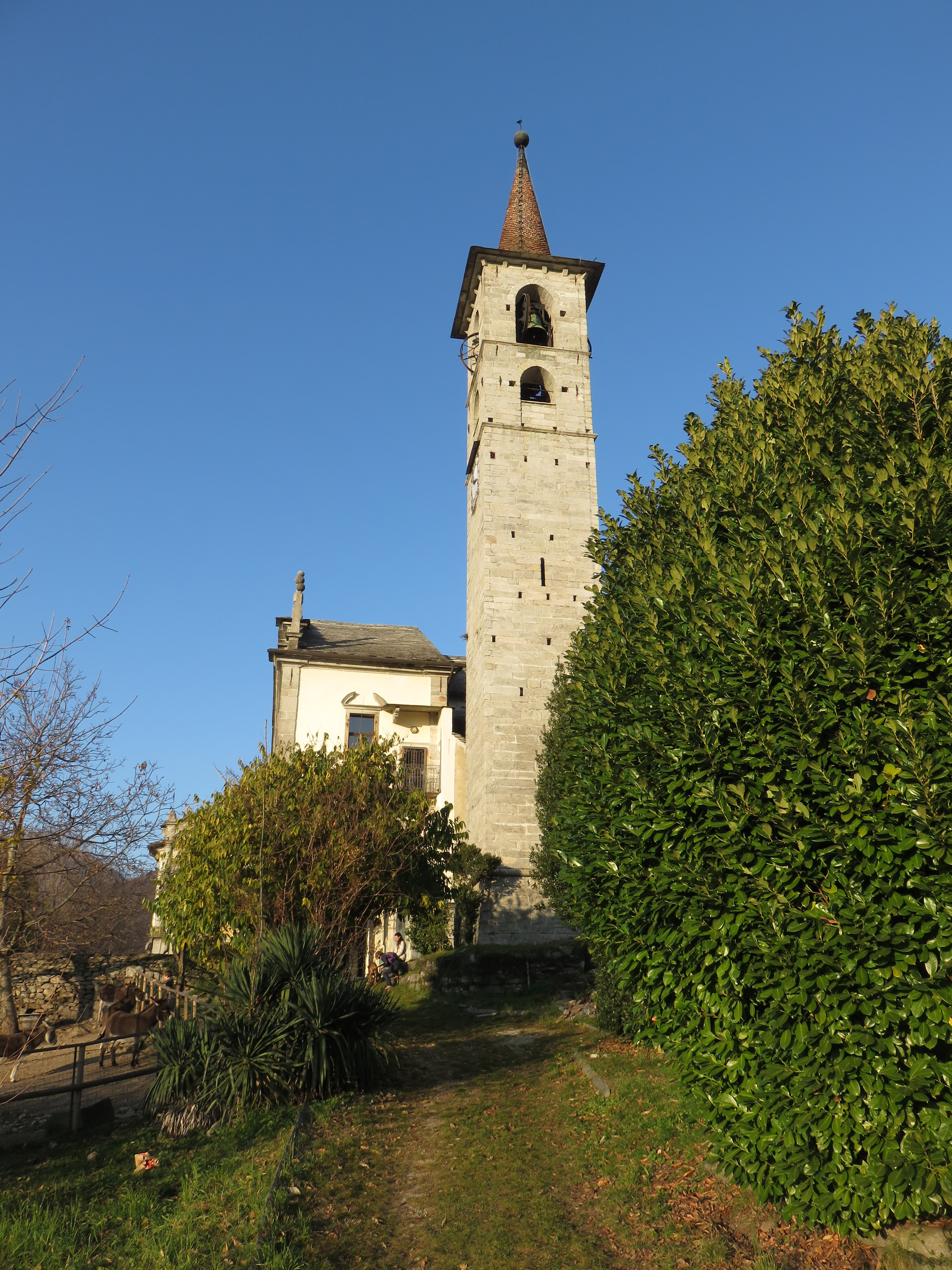
Kirche San Martino

Vignone ist eine Gemeinde in der italienischen Provinz Verbano-Cusio-Ossola (VB) in der Region Piemont.

## Lage und Einwohner
Die Gemeinde Vignone liegt 7 km nördlich von der Provinzhauptstadt Verbania entfernt und umfasst eine Fläche von 3 km². Zur Vignone gehört die Fraktion Bureglio, mit der sie 1186 Einwohner (Stand am 31. Dezember 2023) hat.
Die Nachbargemeinden sind Arizzano, Bee, Cambiasca, Caprezzo, Intragna, Premeno und Verbania.

## Sehenswürdigkeiten
Das monumentales Gebäude von San Martino von Tours, der zwischen dem 16. und 18. Jahrhundert erbaut wurde, umfasst die Pfarrkirche (1615 mit einer früheren romanischen Kirche fertiggestellt), die Beinhauskapelle und den achteckigen Begrenzungsfriedhof, auf dem sich das Oratorium Unserer Lieben Frau der Schmerzen im Zentrum befindet.
In der Pfarrkirche befindet sich eine gut erhaltene Mascioni-Orgel von 1892 mit einem Manual, zwei Oktaven und 28 Registern. In der Kirche befinden sich zwei Gipsformen des Mailänder Bildhauers Alessandro Laforêt (1863–1937) und ein Bilderzyklus von Enrico Francioli (1814–1886).
Der Sass Prenuà ist ein großer Findling in der Nähe der Kirche San Martino. Die Art des Gesteins weist darauf hin, dass er wahrscheinlich aus dem Region Devero stammt.